# Ельбаїт
Ельбаїт — мінерал, літіїстий різновид турмаліну.

## Етимологія та історія
За назвою родовища на острові Ельба. Ельбайт був описаний в 1913 році видатним українським вченим, мінералогом Володимиром Івановичем Вернадським (1863-1945), засновником геохімії.

## Загальний опис
Хімічна формула: Na(Li, Al3)Al6[(OH) 4/BO3)3/Si6O18].
Твердість: 7 –7,5.
Густина: 3,03 –3,1.
Риса: біла.
Сингонія тригональна.
Дитригонально-пірамідальний вид.

## Галерея

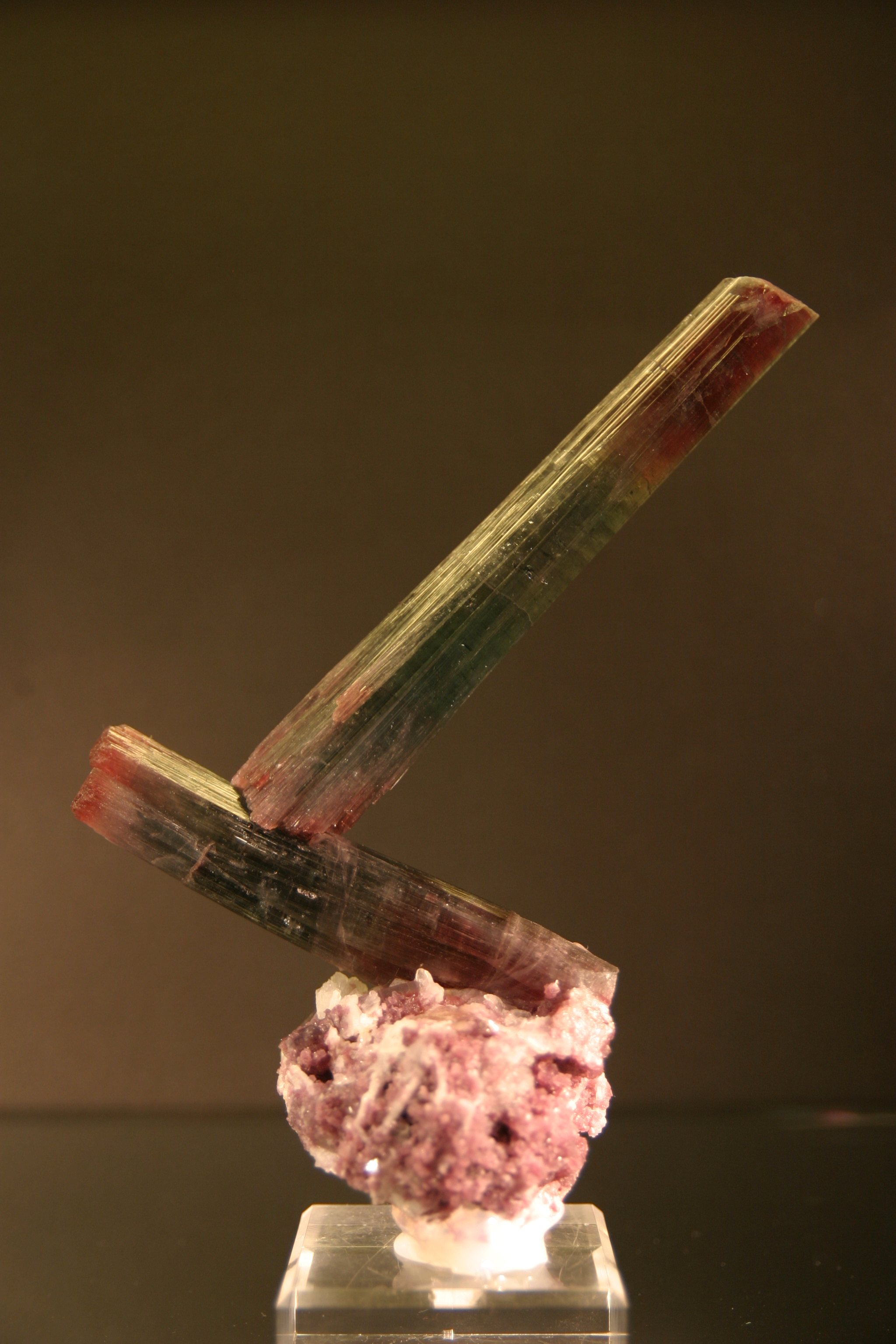
Ельбаїт
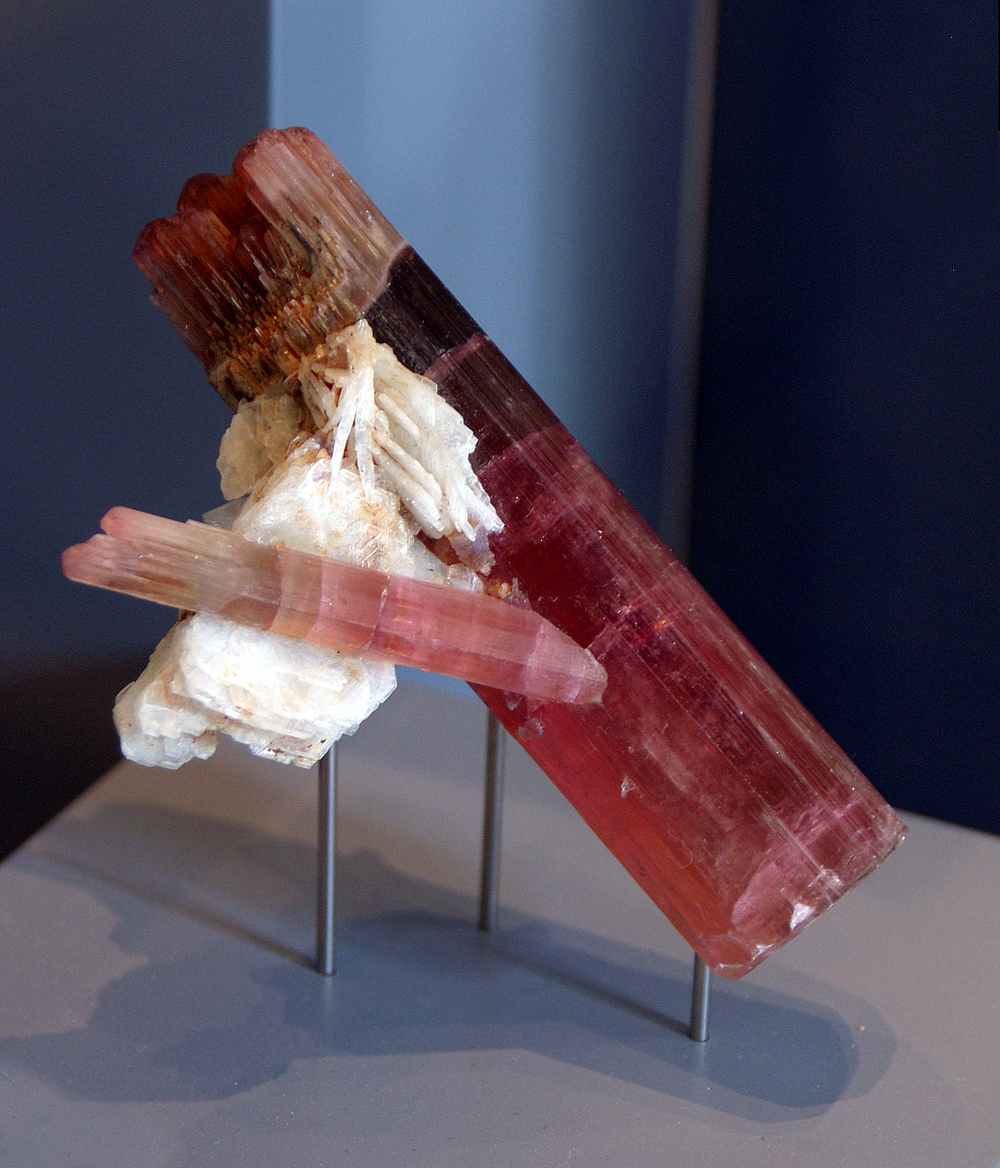
Рубелліт, варіація ельбаїту
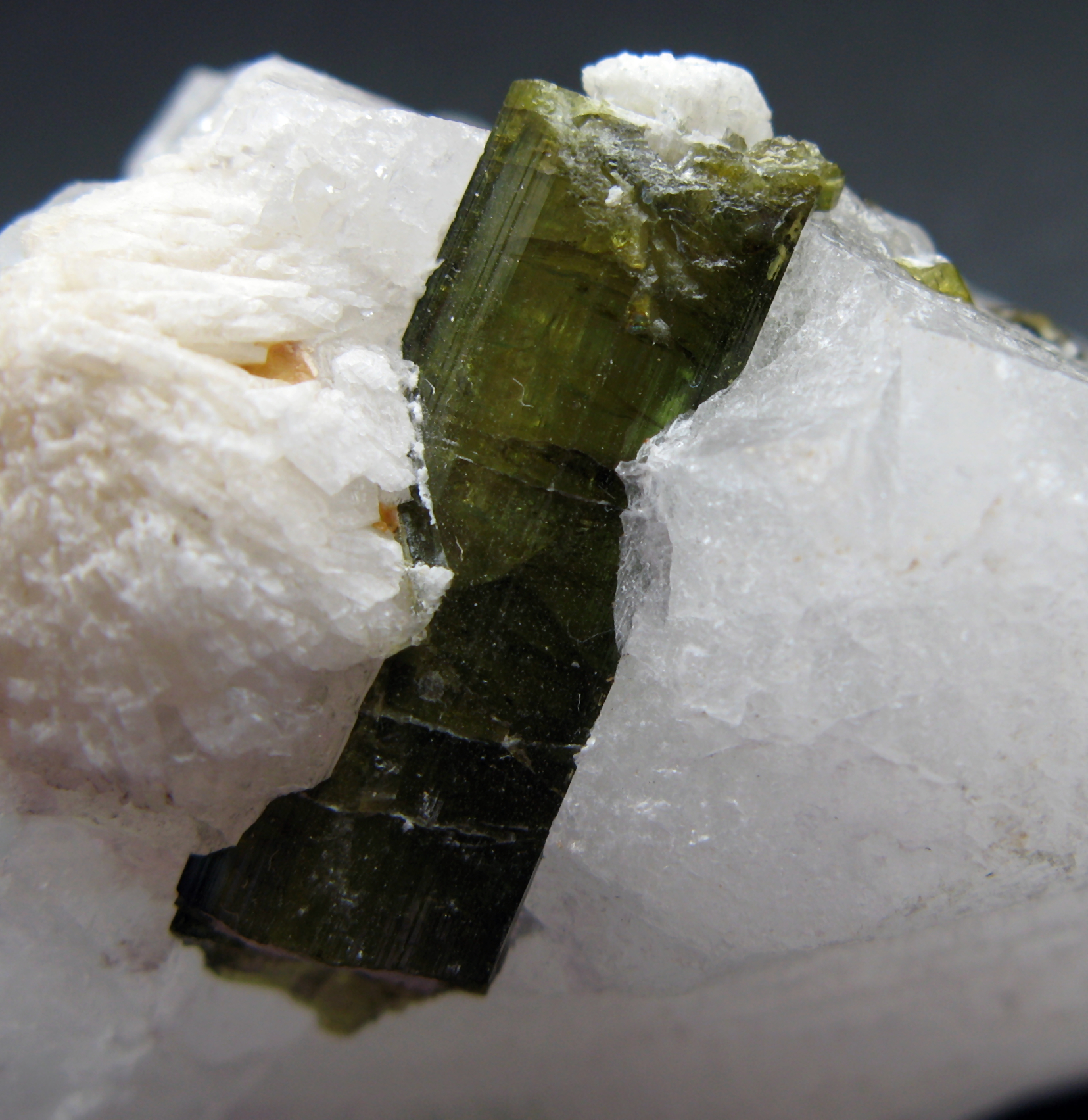
Ельбаїт в кварці, Бразилія
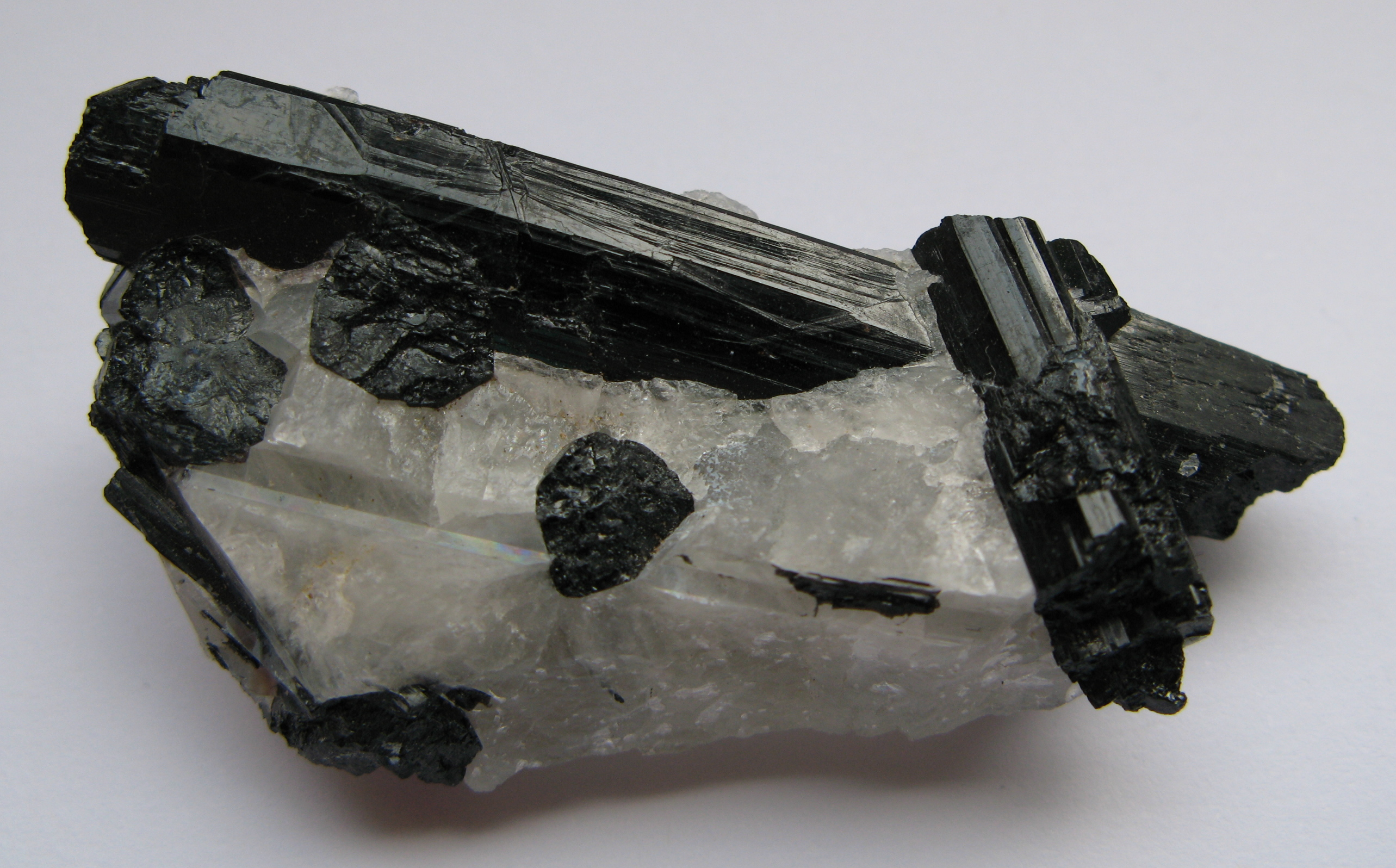
Ельбаїт в кварці, Бразилія
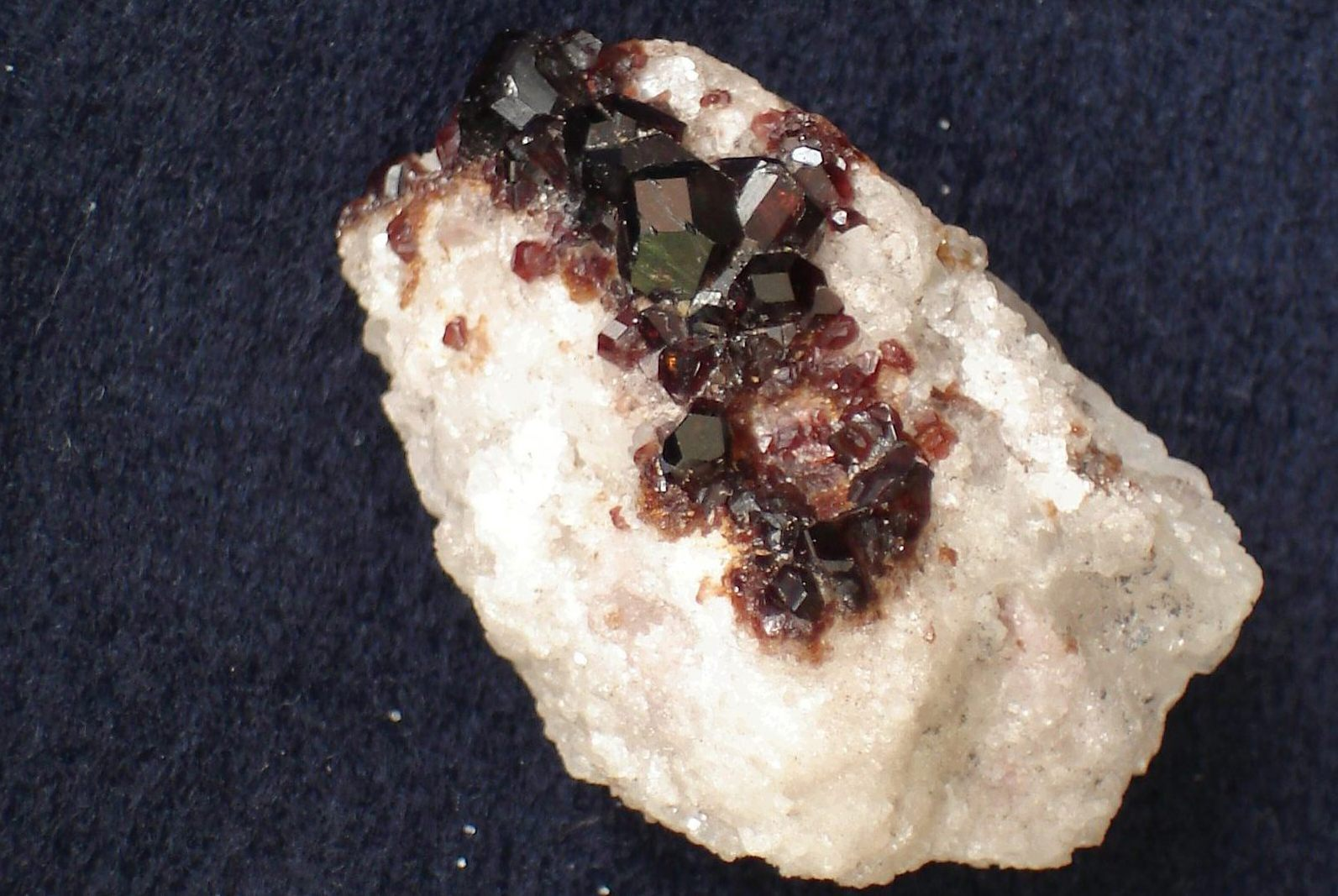
Ельбаїт в магнезиті, Бразилія
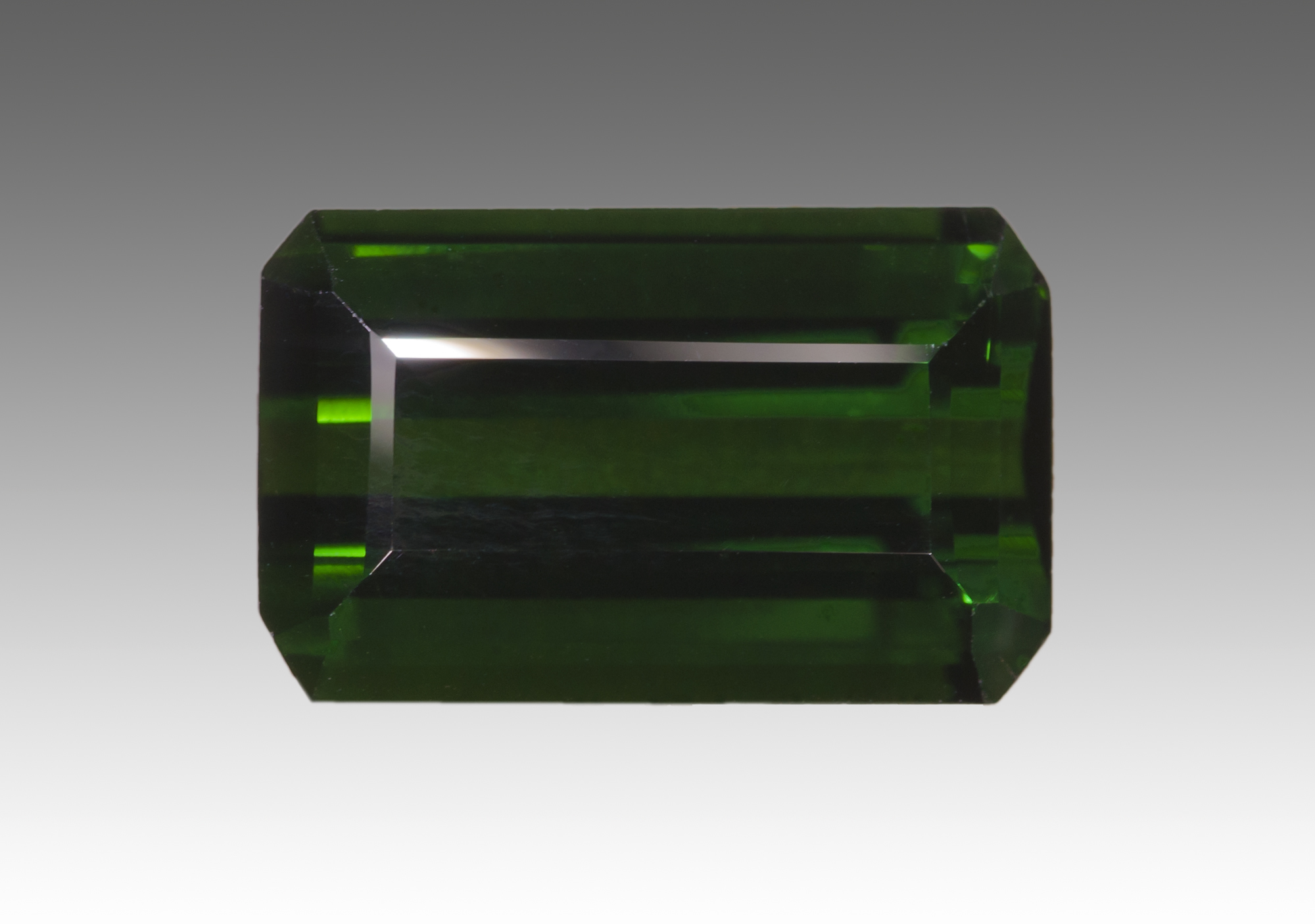
Оброблений ельбаїт
- Оброблений ельбаїт, Мозамбік